# Botellisme

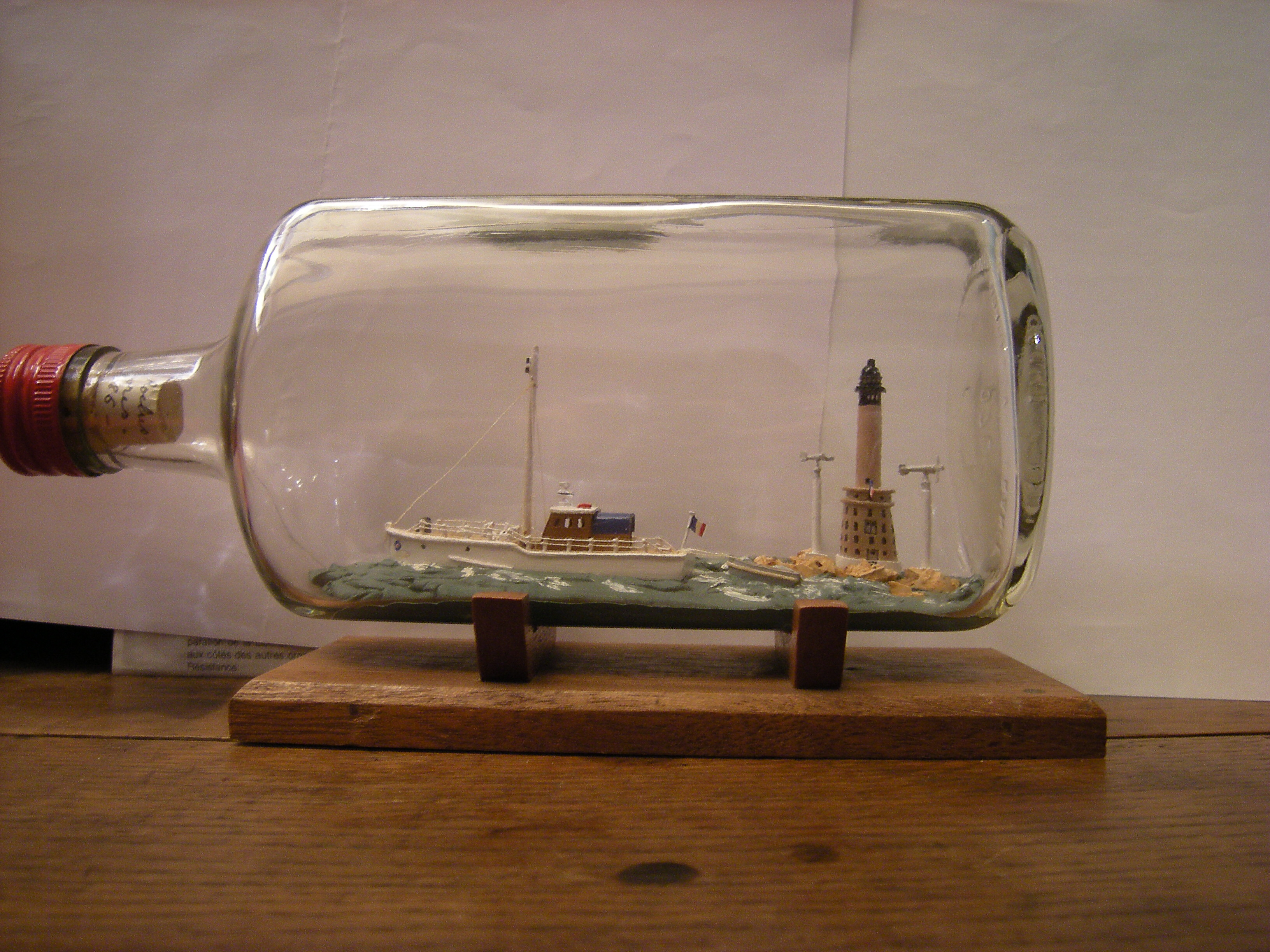
Marine : la Horaine et le phare des Roches-Douvres.

Le terme botellisme est un néologisme qui désigne la construction d’objets décoratifs dans des bouteilles ou des flacons de toutes formes.
Un botelliste est celui qui exprime son talent artistique dans la création et la réalisation de « tableaux » en bouteilles.
Ces œuvres artistiques peuvent être des bateaux en bouteille, des marines, des scènes issues des grands mythes ou de la littérature, des portraits de personnages pittoresques ou tout autre sujet à caractère imaginaire…
Ces réalisations, souvent objets d'art, sont issues à l'origine de traditions maritimes séculaires ; elles reposent sur des techniques particulières.

## Domaines
- Bateaux en bouteille ;
- Marines ;
- Scènes mythiques ;
- Portraits ;
- Scènes diverses.